# Cupha arias
Cupha arias är en fjärilsart som beskrevs av Felder 1867. Cupha arias ingår i släktet Cupha och familjen praktfjärilar. Inga underarter finns listade i Catalogue of Life.